# 万国儒
万国儒（1931年—1990年），笔名方刚、东流，男，天津宁河人，中国作家，曾任中国作家协会天津分会专业作家。